# MPQ (파일 포맷)
MPQ(Mo'PaQ, 약어 Mike O'Brien Pack)는 블리자드 엔터테인먼트에서 사용하는 파일 포맷이다.
MPQ는 블리자드 엔터테인먼트에서 개발된 게임의 그래픽, 사운드, 동영상, 레벨 등을 넣어둔다. 이 MPQ 파일은 해당 게임의 설치 및 실행 또는 게임에 관련된 것들에 필요하다.

## 사용되는 게임
- 디아블로
- 디아블로: 헬파이어 - 시에라 엔터테인먼트 개발
- 디아블로 II
- 디아블로 II: 파괴의 군주
- 스타크래프트
- 스타크래프트: 브루드 워
- 워크래프트 II: 타이드 오브 다크니스
- 워크래프트 III: 레인 오브 카오스
- 워크래프트 III: 프로즌 쓰론
- 월드 오브 워크래프트
- 월드 오브 워크래프트: 불타는 성전
- 월드 오브 워크래프트: 리치 왕의 분노
- 월드 오브 워크래프트: 대격변
- 월드 오브 워크래프트: 판다리아의 안개
- 스타크래프트 II
- 디아블로 III